# Burg Angerberg
Die Burg Angerberg bezeichnet eine heute abgegangene, Ende des Hochmittelalters errichtete Höhenburg am westlichen Talrand der Ilz bei dem kleinen Ort Sickenthal, einem Ortsteil der Gemeinde Neukirchen vorm Wald im Landkreis Passau in Bayern. Burg Angerberg wurde von Wilhelm von Schönanger erbaut, eine besonders lange Bestandszeit war ihr aber nicht beschieden, denn sie wurde schon vor der Mitte des 13. Jahrhunderts wegen Raubrittertums wieder zerstört. Erhalten hat sich von der Burg nur noch umfangreiche Graben- und Wallreste sowie wenig Mauerwerk des ehemaligen Bergfriedes. Die Stelle ist als Bodendenkmal Nummer D-2-7346-0006 „Untertägige mittelalterliche Befunde und Funde im Bereich des Burgstalls ‚Angerberg‘“ geschützt. Nur 200 Meter nordnordöstlich der ehemaligen Burg Angerberg befindet sich noch ein weiterer Burgstall. Rund drei Flusskilometer abwärts liegt noch eine dritte Burgstelle, der Burgstall Teufelsturm am östlichen Ilzufer.

## Geografische Lage
Die bewaldete Burgstelle befindet sich im südlichen Bayerischen Wald, etwa 750 Meter südöstlich der Ortsmitte von Sickenthal oder 3900 Meter ostsüdöstlich der katholischen Pfarrkirche St. Martin von Neukirchen vorm Wald. Sie lag in rund 390 m ü. NHN Höhe auf einem nach Südosten gerichteten, langen und schmalen Bergsporn, der nach Nordnordosten sowie zur Spornspitze nach Südosten sehr steil rund 80 Höhenmeter in das tief eingeschnittene Tal der Ilz abfällt. Die südsüdwestliche Längsseite des Bergspornes wird durch das ebenfalls sehr steil abfallende Tal des nur kurzen Sickenthaler Baches begrenzt. Nur nach Nordnordwesten hängt der Bergsporn mit einer 427 m ü. NHN hohen und eher flachen Bergkuppe zusammen.

## Geschichte
Burg Angerberg ist während der ersten Hälfte des 13. Jahrhunderts durch Wilhelm von Schönanger gegründet worden. Sie diente während ihrer kurzen Lebenszeit als Ausgangspunkt für seine Raubzüge. Auch der am 23. Juli 1244 verkündete Landfrieden hielt Wilhelm nicht von seinen Raubzügen ab, so dass Truppen des Herzogs Otto II. von Bayern sowie die des Passauer Bischofs Rüdiger von Bergheim die Burg im August des Jahres 1244 zerstörten.

## Beschreibung
Die mehrteilige, langgestreckte Burgstelle war durch ihre Lage auf einem nach Südosten gerichteten Bergsporn, der auch als Schlossberg bezeichnet wird, an drei Seiten von Natur aus sehr gut gegen eine Annäherung geschützt, nur an der ansteigenden Nordnordwestseite war eine stärkere Befestigung nötig. So wurde die Burg in dieser Richtung durch ein System von vier Quergräben und einem Hanggraben gesichert.
Etwa 110 Meter vor dem höchsten Punkt des Bergspornes, auf dem wohl der ehemalige Bergfried stand, überquert ein erster Graben den Spornrücken. Er reicht an beiden Enden weit die jeweiligen Berghänge hinab. 20 Meter südöstlich des äußersten Grabens quert ein zweiter, kräftiger Graben den Rücken. Er liegt rund 90 Meter vor der Stelle des Bergfriedes, zieht sich in nordnordöstlicher Richtung den Hang hinab und geht hier in einen S-förmig unbiegenden Hanggraben über, der sich anschließend der nordnordöstlichen Längsseite der Burgstelle entlangzieht. Weitere 40 Meter südöstlich zieht sich ein dritter Graben über den Bergsporn. Er riegelt ein 40 × 12 Meter großes Plateau ab, das durch den Zugangsweg im Norden durchschnitten wird, und jenseits des Weges sich noch als schmälere und tiefer liegende Fläche fortsetzt. Möglicherweise lag hier der Bereich der Vorburg. Der vierte Graben am Ende der Vorburg ist als Halsgraben ausgebildet, er liegt 25 Meter vor der Erhebung des Bergfriedes. Dieser Bergfried, der den nordwestlichen Teil der Kernburg bildet, stand auf der höchsten Stelle des Bergspornes auf einer steil geböschten, pyramidenstumpfförmigen Kuppe, die ein quadratisches Plateau mit einer Seitenlänge von etwa zehn Metern aufweist. Die Innenfläche dieses Plateaus ist eingetieft, am Rand sind noch verstürtzte Reste von Bruchsteinmauerwerk erhalten. Der Bergfried wurde bei der Zerstörung wohl geschleift, wodurch die Eintiefung entstanden ist. An diese Kuppe schließt sich nach Südosten in Richtung Spornspitze ein tieferliegendes Plateau an, das 30 × 15 Meter misst. Auch an dessen Rändern finden sich verstürtzte Reste von Bruchsteinmauerwerk.
Die Zufahrt bildet ein von Nordwesten kommender Weg, der das Grabensystem überbrückt bzw. durchschneidet, und sich anschließend bogenförmig den nordöstlichen Fuß des Burgstalles annähert. Dieser Weg wird außen vom tief eingeschnittenen Hanggraben begleitet, der die etwas weniger steil abfallende Nordostseite schützte.